# 石上純也
石上 純也（いしがみ じゅんや、Junya Ishigami、 1974年4月10日 - ）は日本の建築家、一級建築士。（株）石上純也建築設計事務所主宰。日本建築学会賞、ヴェネツィア・ビエンナーレ金獅子賞など多数受賞。

## 略歴
- 1974年　神奈川県生まれ
- 1993年　神奈川県立厚木高等学校卒業[1]
- 2000年　東京藝術大学大学院美術研究科建築専攻修士課程修了
- 2000年　妹島和世建築設計事務所勤務
- 2004年　石上純也建築設計事務所設立
- 2009年　東京理科大学 非常勤講師
- 2010年　東北大学大学院特任 准教授
- 2014年　ハーバード大学デザイン大学院 客員教員

## 受賞歴
- 2005年 SDレビュー2005 SD賞
- 2005年 キリンアートプロジェクト2005 キリン賞
- 2008年 Iakov Chernikhov Prize 2008 最優秀賞
- 2008年 神奈川文化賞未来賞
- 2009年 contractworld.award 2009 最優秀賞
- 2009年 Bauwelt Prize 2009 最優秀賞
- 2009年 2009年日本建築学会賞（作品）
- 2009年 BCS賞（建築業協会賞 特別賞）
- 2010年 第12回ヴェネツィア・ビエンナーレ国際建築展 金獅子賞
- 2010年 毎日デザイン賞2010
- 2012年 文化庁長官表彰 国際芸術部門
- 2019年 芸術選奨文部科学大臣新人賞 美術部門

## 主な作品
| 名称                                                       | 年     | 所在地                 | 国             | 備考     |
| ---------------------------------------------------------- | ------ | ---------------------- | -------------- | -------- |
| ミラノサローネ「レクサス展の会場構成」                     | 2005年 | ミラノ                 | イタリア       | 現存せず |
| TABLE                                                      | 2005年 | エルサレム             | イスラエル     |          |
| レストランのためのテーブル                                 | 2005年 | 山口県宇部市           | 日本           |          |
| low chair - 発泡スチロールのいす                           | 2005年 |                        |                |          |
| round table                                                | 2005年 |                        |                |          |
| 四角いふうせん                                             | 2007年 | 東京都江東区           | 日本           | 現存せず |
| リトルガーデン                                             | 2007年 |                        |                |          |
| 神奈川工科大学KAIT工房                                     | 2007年 | 神奈川県厚木市         | 日本           |          |
| yohji yamamoto New York Gansevoort street store            | 2007年 | ニューヨーク           | アメリカ合衆国 |          |
| 第11回ベネチアビエンナーレ建築展 日本館展示 Extreme Nature | 2008年 | ヴェネチア             | イタリア       | 現存せず |
| アーキテクチャー・アズ・エア                               | 2010年 | ヴェネチア             | イタリア       | 現存せず |
| House with Plants                                          | 2013年 | 東京都                 | 日本           |          |
| アミューあつぎ8階 屋内広場・託児室・子育て支援センター     | 2014年 | 神奈川県厚木市         | 日本           |          |
| ファイヴァーズバーク・ビジターセンター                     | 2017年 | ズワールテウェフセント | オランダ       |          |
| ボタニカルガーデンアートビオトープ「水庭」                 | 2018年 | 栃木県那須町           | 日本           |          |
| JINS SWFC Shop (JINS上海環球金融中心店)                    | 2018年 | 上海市                 | 中国           |          |

- ロシア モスクワ 科学技術博物館改修工事
- 台湾の金門港フェリーターミナル設計コンペに勝利

## 展覧会
- 2005年　ミラノサローネ「LEXUS L-finesse」展
- 2007年　東京都現代美術館 space for your future 展「四角いふうせん」
- 2007年　箱展「リトルガーデン」
- 2008年　 イタリアヴェネチア・ビエンナーレ第11回国際建築展 日本館展示、2008年9月14日～11月23日
- 2010年　資生堂ギャラリー 石上純也展「建築はどこまで小さく、あるいは、どこまで大きくひろがっていくのだろうか？」
- 2010年　 イタリア ヴェネチア・ビエンナーレ第12回国際建築展
- 2010年　豊田市美術館 Another scale of architecture 展
- 2010年　TOTOギャラリー・間 「Global　ENDS」展、12月~2011年2月
- 2011年　東京都現代美術館 「建築、アートがつくりだす新しい環境－これからの"感じ"」展　「ガラスのシャボン玉」
- 2018年　カルティエ現代美術財団「JUNYA ISHIGAMI, FREEING ARCHITECTURE」

## 著書

### 単著
- 『table as small architecture』
- 『plants & architecture』
- 『ballon & garden』
- 『Studies for The Scottish National Gallery of Modern Art』
- 『建築のあたらしい大きさ』
- 『建築はどこまで小さく、あるいは、どこまで大きくひろがっていくのだろうか？』